# Comté de Cooma-Monaro
Le comté de Cooma-Monaro (en anglais : Cooma-Monaro Shire) est une ancienne zone d'administration locale située dans l'État de Nouvelle-Galles du Sud en Australie. Il comprenait la ville de Cooma et les villages de Bredbo, Michelago, Nimmitabel et Numeralla. 
Il est créé en 1981 par la fusion de la municipalité de Cooma avec le comté de Monaro. En 2004, il annexe une petite partie de l'ancien comté de Yarrowlumla. Le 12 mai 2016, il est supprimé et fusionne avec les comtés de Bombala et de la Snowy River pour former la nouvelle zone d'administration locale de la région de Snowy Monaro.